# Monomania
Monomania (gr. monos – jeden i mania – mania, szał) – chorobliwe opanowanie umysłu przez jedną myśl lub ideę, obsesyjne chorobliwe zainteresowanie tylko jedną sprawą, przedmiotem lub ideą. Emocjonalna monomania jest wtedy, gdy pacjent jest opanowany tylko jednym uczuciem lub kilkoma z nim związanymi. Intelektualna monomania jest wtedy, gdy ktoś opanowany jest wyłącznie jedną ideą.
Potocznie, termin monomania często wiązany jest z subkulturami, które dla opinii publicznej są ezoteryczne. Różnice między monomanią i pasją mogą być bardzo subtelne i trudne do rozpoznania.